# Stânca Ripiceni
Stânca Ripiceni este o arie protejată de interes național ce corespunde categoriei a IV-a IUCN (rezervație naturală de tip geologic și floristic), situată în extremitatea estică a județului Botoșani, la limita teritorială a comunei Ripiceni cu cea a comunei Manoleasa.
Rezervația naturală cu o suprafață de 1 ha, a fost constituită odată cu lucrările de la Barajul Stânca-Costești, amenajări care au afectat vegetația din rezervația Stânca Ștefănești prin distrugerea substratului de calcare, urmând ca specia floristică siverechia podoliană (Schivereckia podolica), să fie strămutată aici și adaptată la condiții aproape identice.